# Anschela Nedjalkowa

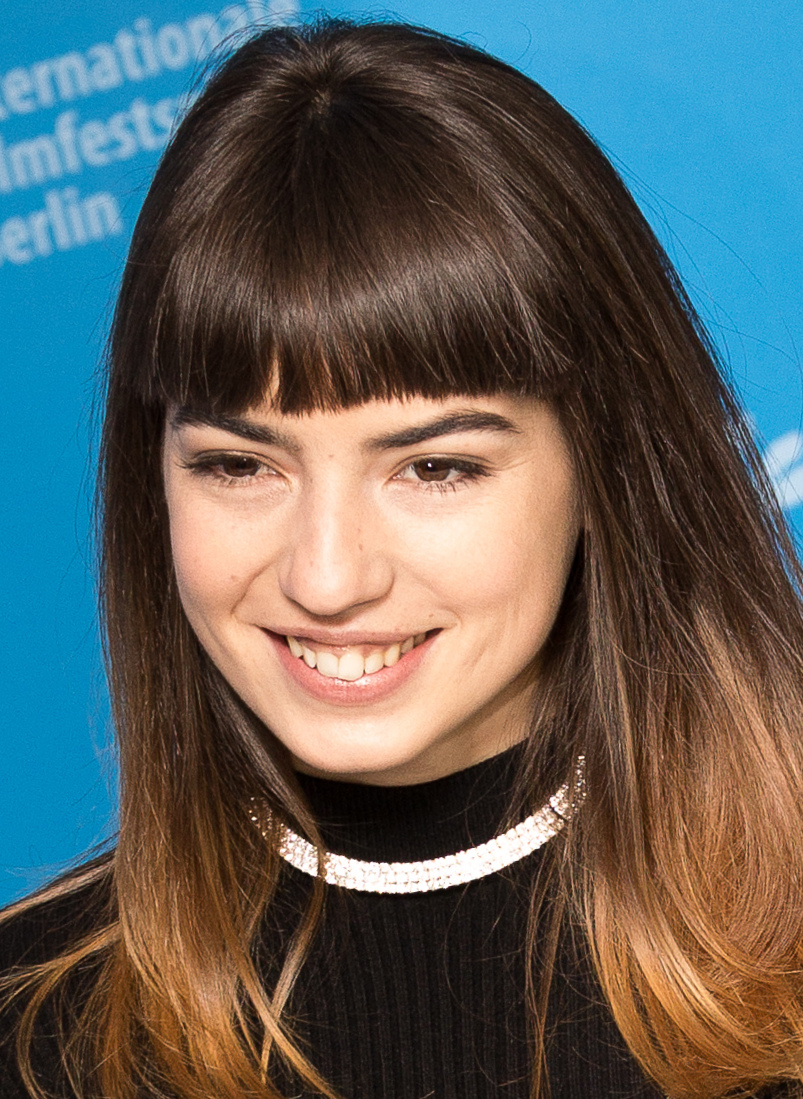
Anschela Nedjalkowa (2017)

Anschela Nedjalkowa (bulgarisch Анжела Недялкова; geboren am 2. März 1991) ist eine bulgarische Schauspielerin.

## Leben
Anschela Nedjalkowa tritt seit 2009 beim Film in Erscheinung und war an neun Produktionen beteiligt. Sie studierte Filmregie an der Nationalen Akademie für Theater- und Filmkunst „Krastjo Sarafow“ in Sofia, schloss jedoch ihr Studium nicht ab. 2011 übernahm sie im bulgarischen Film Avé die Titelrolle der jugendliche Anhalterin Avé. 2014 wirkte sie in der bulgarischen Liebesdreiecksgeschichte Bulgarian Rhapsody in der Rolle der Jüdin Shelly mit, in die sich zwei junge Männer verlieben. Die Handlung von Bulgarian Rhapsody findet während des Zweiten Weltkrieges statt. 2014 verkörperte sie im niederländischen Film The Paradise Suite ein junges Model, das in die Prostitution gelockt wird. 2017 spielte sie in dem Spielfilm T2 Trainspotting die Rolle der Prostituierten Veronika. Nedyalkovas Hobby ist Slackline.

## Filmografie (Auswahl)
- 2009: Eastern Plays (Iztochni piesi)
- 2011: Avé
- 2014: Bulgarian Rhapsody (Bulgarska Rhapsodia)
- 2015: The Paradise Suite
- 2015: The Petrov File (Dosieto Petrov)
- 2017: T2 Trainspotting
- 2018: Ibiza

## Auszeichnungen
Internationales Filmfestival von Sofia
- 2016: Spezielle Erwähnung für The Paradise Suite

SUBTITLE European Film Festival
- 2015: Angela Award für The Paradise Suite